# Граццанізе
Граццанізе, Ґраццанізе (італ. Grazzanise) — муніципалітет в Італії, у регіоні Кампанія,  провінція Казерта.
Граццанізе розташоване на відстані близько 165 км на південний схід від Рима, 31 км на північний захід від Неаполя, 20 км на захід від Казерти.
Населення — 7062 особи (2014).
Щорічний фестиваль відбувається 29 серпня. Покровитель — святий Іван Хреститель.

## Демографія
Населення за роками:

Станом на 1 січня 2023 року в муніципалітеті офіційно проживало 426 іноземців з 21 країни, серед них 33 громадяни країн Євросоюзу та 9 громадян України.

## Сусідні муніципалітети
- Канчелло-е-Арноне
- Капуа
- Казаль-ді-Принчипе
- Фальчіано-дель-Массіко
- Франколізе
- Піньятаро-Маджоре
- Санта-Марія-ла-Фосса
- Вітулаціо